# محاولة انقلاب 1972 في جمهورية الكونغو
في 22 فبراير 1972، قام فصيل موال لأنجي دياوارا بمحاولة انقلاب ضد الرئيس ماريان نغوابي. وقد أدّى جاك يواكيم يومبي أوبانغو دورًا أساسيًا في إنهاء الانقلاب. بعد أكثر من عام من التهرب من القبض عليه، تعرض دياوارا لكمين وقتل في أبريل 1973 على يد القوات الموالية لنغوابي.